# Carrera (Automarke)
Carrera war eine brasilianische Automarke.

## Markengeschichte
1993 begann in Brasilien die Produktion von Automobilen unter dem Markennamen Carrera, die bereits kurze Zeit später endete.

## Fahrzeuge
Das einzige Modell war ein VW-Buggy. Er gilt als Nachfolger des Leblon von WP Indústria e Comércio de Plástico Reforçado. Ein ungekürztes Fahrgestell vom VW Brasília bildete die Basis. Darauf wurde eine offene Karosserie aus Fiberglas montiert. Der Wagen hatte einen luftgekühlten Vierzylinder-Boxermotor im Heck und Hinterradantrieb. Eine Ausführung gab es mit einer Überrollvorrichtung hinter den Vordersitzen. Auffallend war der Kühlergrill an der Front des Fahrzeugs.